# Ejido de la Concepción de los Baños Primero
Ejido de la Concepción de los Baños Primero är ett samhälle (ejido) i Mexiko, tillhörande kommunen Ixtlahuaca i den västra delen av delstaten Mexiko. Orten hade 799 invånare vid folkräkningen 2010.